# Otto Strasser
Otto Johann Maximillian Strasser (ur. 10 września 1897 w Bad Windsheim, zm. 27 sierpnia 1974 w Monachium) – niemiecki polityk, członek lewego skrzydła NSDAP, brat Gregora Strassera. 4 lipca 1930 roku na skutek konfliktu z Adolfem Hitlerem odszedł z NSDAP wraz z grupką swoich 25 zwolenników. Po odejściu z NSDAP założył własne ugrupowanie o nazwie Czarny Front. W latach 1934–1955 na emigracji, po powrocie do Niemiec założył partię Niemiecka Unia Socjalna.

## Życiorys

### Działalność polityczna do 1930 roku
Urodził się w Bawarii. Wziął udział w I wojnie światowej. Po zakończeniu wojny studiował ekonomię, między innymi słuchał wykładów Wernera Sombarta. W 1919 roku wstąpił do niemieckiej partii socjaldemokratycznej SPD . W roku 1920 był przeciwnikiem Puczu Kappa . Jednak odchodził coraz bardziej od reformatorsko-socjalistycznego stanowiska swojej partii, szczególnie gdy rząd SPD stłumił powstanie robotników w Zagłębiu Ruhry. Ostatecznie opuścił SPD w 1920 roku . W 1925 wstąpił do NSDAP, do której już od kilku lat należał jego brat. Wspólnie z bratem wydawał i redagował pisma Der nationale Sozialist i Berliner Arbeiterzeitung. W 1926 roku wspólnie założyli wydawnictwo Kampfverlag .
Otto Strasser był w latach 20. czołową postacią lewicowej frakcji w NSDAP. Jego brat Gregor Strasser był wówczas obok Josepha Goebbelsa nieformalnym przywódcą północnoniemieckiego odłamu NSDAP. Frakcja skupiona dookoła Gregora Strassera pragnęła pozyskać dla NSDAP robotników, w związku z tym sięgała po retorykę antykapitalistyczną, popierała związki zawodowe i strajki, domagała się nacjonalizacji przemysłu, wywłaszczenia majątków rolnych należących do członków rodzin królewskich, a w polityce zagranicznej postulowała orientację na ZSRR. Północnoniemiecki odłam NSDAP niechętnie patrzył także na próby zbliżenia się Hitlera z kościołem katolickim. Otto był związany z frakcją brata i propagował jej poglądy na łamach prasy nazistowskiej.
Hitler nie zgadzał się z niektórymi elementami programu grupy Strassera, uważał, iż są one zbyt radykalne i niekorzystne dla niektórych części społeczeństwa niemieckiego (w szczególności dla klasy średniej i wspierających nazistów przemysłowców). W 1926 roku frakcja Strassera stworzyła luźne stowarzyszenie okręgów partyjnych pod nazwą Wspólnota pracy Północnych i Zachodnioniemieckich okręgów NSDAP (niem. Arbeitsgemeinschaft der nord- und westdeutschen Gaue) i próbowała doprowadzić do rewizji programu NSDAP, chciano wprowadzić do programu korporacjonizm, postulat stworzenia unii celnej środkowej Europy i wprowadzenie publicznej kontroli środków produkcji przy zachowaniu prywatnej własności. W czasie konferencji w Bambergu (1926) próba rewizji programu została jednak powstrzymana przez Hitlera, a sama frakcja Strassera została pozbawiona znaczącego wpływu na kierunek rozwoju i ideologię partii, Joseph Goebbels stanął po stronie Hitlera i odciął się od Strasserów.

### Wystąpienie z NSDAP, emigracja, powrót do RFN po wojnie
W 1930 roku Otto Strasser na łamach pisma wydawanego przez Kampfverlag poparł strajk metalowców w Saksonii. Było to wbrew stanowisku Hitlera, który dążył wówczas do pozyskania przedsiębiorców, i wywołało wściekłość Goebbelsa. Jak notował Goebbels: „[Hitler] nie znosi Strasserów i surowo ocenia ten salonowy socjalizm”. 21 maja 1930 roku Hitler zaprosił Strassera na rozmowę, podczas której Otto przeciwstawił się jego poglądom. Oburzony Hitler stwierdził, że Strasser głosi poglądy pro-demokratyczne i marksistowskie. Po rozmowie Hitler nakazał Goebbelsowi wyrzucenie Otto Strassera i jego zwolenników z partii. 4 lipca 1930 roku przeczuwając, że zostanie wydalony Strasser ogłosił, że „socjaliści odchodzą z NSDAP” i, wspólnie z 25 swoimi zwolennikami, wystąpił z partii. Jego brat Gregor pozostał wówczas w NSDAP.
Po odejściu z NSDAP Otto założył własną partię pod nazwą Związek walki rewolucyjnych narodowych socjalistów (niem. Kampfgemeinschaft Revolutionärer Nationalsozialisten), partia liczyła około 6000 członków w 1931 roku, członkowie rekrutowali się głównie spośród rozczarowanych Hitlerem nazistów. W 1931 roku partia przyjęła nazwę Czarny Front . Dążył w ten sposób do rozbicia NSDAP, do żadnego rozłamu jednak nie doszło.
W 1934 roku, po zdobyciu władzy przez nazistów i delegalizacji Czarnego Frontu udał się na emigrację . Początkowo schronił się w Austrii, następnie w Pradze, Szwajcarii i Francji. Później, w roku 1940, przeniósł się na Bermudy, zostawiając żonę i dwoje dzieci w Szwajcarii. W roku 1941 wyemigrował do Kanady, gdzie mieszkał do 1955 roku . Na emigracji Strasser przewodniczył Ruchowi Wolnych Niemców poza krajem, przekonywał ludność niemiecką na całym świecie do działań na rzecz upadku Hitlera i nazizmu. Ruch nie był jednak uznawany przez aliantów, ponieważ głosił hasła antysemickie .
Po wojnie kraje alianckie oraz rząd RFN nie zgadzały się na powrót Strassera do Niemiec, jako że był on wciąż wierny wielu doktrynom narodowego socjalizmu. W czasie pobytu na emigracji pisał artykuły na temat Trzeciej Rzeszy i kierownictwa NSDAP dla kilku brytyjskich, amerykańskich i kanadyjskich gazet, w tym „New Statesman” oraz „Montreal Gazette”.
Zgodę na powrót Strassera do Niemiec wydał w roku 1955 Federalny Sąd Administracyjny. Strasser odzyskał też obywatelstwo niemieckie, którego został pozbawiony w 1934 roku przez władze III Rzeszy . W roku 1956 założył własną skrajnie prawicową i antydemokratyczną partię Niemiecką Unię Społeczną . Jego ugrupowanie nie zyskało poparcia. Do swojej śmierci (w Monachium w roku 1974) Strasser propagował własną, przedwojenną wizję narodowego socjalizmu.